# جنگ فرانسه و مراکش
جنگ فرانسه و مراکش یک جنگ میان سلطنت ژوئیه فرانسه و مراکش در سال ۱۸۴۴ بود. دلیل اصلی این جنگ عقب‌ نشینی رهبر مقاومت الجزایری عبدالقادر الجزایری به خاک مراکش در دوران تصرف الجزایر توسط فرانسه بود.